# Christel Ruby
Christel Ruby es el nombre de una cantante francesa nacida en París, Francia, conocida por un único tour realizado en 1967. Su música se caracterizaba por su psicodelia.

## Biografía
Christel Ruby ha sido reconocida en el mundo de la música tan solo un año, iniciando en 1967 y no volvió a lanzar un nuevo álbum, aunque tenía previsto uno nuevo para 1968. El único álbum lanzado en su corta carrera, fue cuando firmó el contrato con la discográfica Riviera en 1967 incluyendo cuatro canciones originales bajo la dirección y orquesta de Michel Colombier y la distribución de Compagnie Européenne Du Disque.

## Discografía
- 231 273 M: (1967), A1;"Le Soleil Du Vietnam"(3:01), A2;"Nous Vous Démolirons"(2:07) - B1;"Problème"(2:57), B2;"Ruby" (2:28)[3]